# بنوطیار (یمن)
 بنو طیار  به عربی ( بنو الَطّیار ) دهستان بزرگی از توابع استان مَحویت در کشور یمن و در شبه جزیره عربستان واقع می‌باشد. این دهستان در دوران گذشته موطن اصلی قبیلهٔ (طی) بوده‌است. واصل قبیلهٔ طی از ولد:طی بن جلهمه بن زید بن عمر بن عُریب بن زید بن کهلان. و از بطون این قبیلهٔ بزرگ قبائل متعددی متفرع شده‌است که عبارت‌اند از:
1. قبیلهٔ جُدیله  : الثعالب، بنو تمیم، بنو طریف، بنو ثمامه، و بنو لام.
2. قبیلهٔ الغوث  : ثعل، بُحتر، بنهان، و بولان. از مشهورترین افراد قبیلهٔ طی حاتم الطائی است که زبان دوران بوده وهست.

## جمعیت
جمعیت این دهستان در حدود ۲۱۱۵ نفر می‌باشد. .

## منبع
- المقحفی، ابراهیم، احمد ، (مُعجَم المُدُن وَالقَبائِل الیَمَنِیَة) ، منشورات دار الحکمة، صنعاء، چاپ پنجم، وانتشار سال ۱۹۸۵ میلادی به (عربی).